# Armenska arhitektura
Armenska arhitektura obsega arhitekturna dela z estetsko ali zgodovinsko povezavo z armenskim narodom. Težko je umestiti ta arhitekturni slog v natančne geografske ali kronološke meje, vendar je veliko spomenikov nastalo v regijah zgodovinske Armenije, Armenskega višavja. Za največji dosežek armenske arhitekture na splošno veljajo njene srednjeveške cerkve, čeprav obstajajo različna mnenja, v katerih pogledih.

## Splošne značilnosti
Srednjeveška armenska arhitektura in zlasti armenske cerkve imajo več značilnosti, za katere nekateri verjamejo, da so prvi nacionalni slog cerkvene gradnje.
Skupne značilnosti so med drugim:
- koničaste kupole, ki spominjajo na vulkanski stožec Velikega Ararata. Konična ali polkonična radialno segmentirana kupola je nameščena nad obokanimi stropi na valjastem bobnu (običajno večkotne zunanjosti, najpogosteje osmerokotne);
- navpični poudarek celotne konstrukcije, pri čemer višina pogosto presega dolžino cerkve;
- okrepitev navpičnosti z visokimi ozkimi okni;
- kamniti obokani stropi;
- gradnja skoraj v celoti iz kamna, običajno vulkanskega tufa ali bazalta;
- kompozitna streha, sestavljena iz tanko razrezanih skodel iz tufa;
- freske in rezbarije, če obstajajo, so po navadi umetelne in vključujejo vrtinčene prepletene vinske trte in listje;
- močna uporaba visokih konstrukcijskih lokov, tako za podporo kupole kot dela bobna, obokanega stropa in navpičnih sten;
- strehe, ki se sekajo za podporo kupole, tako v bazilikah kot v centralno načrtovanih cerkvah;
- skulpturalna dekoracija zunanjih sten, vključno s figurami.

## Klasifikacija armenskih cerkev
V mejah zgoraj omenjenih skupnih značilnosti se posamezne cerkve med seboj zelo razlikujejo, kar lahko odraža obdobje, kraj in ustvarjalnost oblikovalca. Toros Toramanjan je med študijem teh sprememb v začetku 20. stoletja razlikoval naslednje klasične sloge:
| Slog                             | Armenska terminologija                    | Primer                |
| -------------------------------- | ----------------------------------------- | --------------------- |
| Bazilika                         | Bazilik (Բազիլիկ)                         | Jererujk              |
| Kupolasta bazilika               | Gmbetakir bazilik (Գմբեթակիր բազիլիկ)     | Tekorska bazilika     |
| Križast                          | Edžmiacnatip (Էջմիածնատիպ)                | Ečmiadzinska stolnica |
| Vertikalno poudarjen pravokotnik | Oughatzig karankiun (Ուղղագիծ քառանկյուն) | Cerkev sv. Gajane     |
| Žarkast                          | Šaṙavighajin (Շառավիղային)                | Cerkev sv. Hripsime   |
| Krožen                           | Zvartnocatip (Զվարթնոցատիպ)               | Stolnica Zvartnoc     |

## Konstrukcija
Armenska arhitektura je prilagojena potresni ogroženosti regije. Zgradbe so običajno precej nizke in imajo debele stene. Armenija ima obilo kamenja in razmeroma malo gozdov, zato je bil za velike zgradbe skoraj vedno uporabljen kamen. Majhne zgradbe in večina stanovanjskih zgradb so bile po navadi zgrajene iz lažjih materialov in ohranjenih je le malo zgodnjih primerov, med drugim v zapuščeni srednjeveški prestolnici Ani.
Ves kamen, uporabljen v stavbah, so običajno pridobili na isti lokaciji, da bi strukturi dali enotno barvo. V primerih, ko se uporabljajo različni barvni kamni, so pogosto namerno kontrastni v črtastem ali šahovnici podobnem vzorcu. Prah iz istoimenskega kamna so pogosto nanašali vzdolž spojev plošč iz tufa, da bi bila stavba videti brezhibno. Za razliko od Rimljanov ali Sircev, ki so gradili v istem obdobju, Armenci pri gradnji velikih struktur nikoli niso uporabljali lesa ali opeke.
Za izdelavo trdnih zgradb armenska arhitektura uporablja obliko betona. To je mešanica apnene malte, lomljenega tufa in obloženih kamnin, ki tvori jedro, na katerem so kot opeke razporejene tanke plošče tufa. Ko se mešanica suši, tvori močno betonsko maso, ki je tesnjena skupaj s tufom okoli nje in zaradi lastnosti tufa s časom postane težja. Sprva pri gradnji cerkva ni bilo uporabljeno skoraj nič jedra, kamniti bloki so bili preprosto zatesnjeni skupaj, toda ko so arhitekti videli, kako so tisti z maltnimi jedri zdržali tresenje, so velikost jedra razširili. Freske iz marmorja ali drugega kamna so bile pogosto nameščene ob strani teh stavb, običajno pozneje.

## Zgodovina

### Predkrščanska Armenija
V 3. tisočletju pred našim štetjem je bila prazgodovinska armenska arhitektura že izrazita. Najpogostejša značilnost te oblike arhitekture je bila njena osnova, ki je vključevala številne geometrijske oblike, na koncu pa oblikovala celico. Primer takšne arhitekture najdemo v nahičevanskem Kjultepeju. Te zgradbe so bile široke približno 6–7 metrov in visoke 5 ali več.
Mestna arhitekturna tradicija in druge umetniške oblike v letih pred našim štetjem so se še naprej razvijale in se pozneje pod vplivom grško-rimske umetnosti še posebej razvile. Urartska arhitektura je znana po tem, da je uporabljala prepleteno razrezane kamnine, ki se uporabljajo kot temelji za stavbe iz blatne opeke, ki so običajno zgrajene kompaktno (na primer v Erebuniju).
Urartski templji so imeli na nižjih nivojih masivne kamnite zidove in sorazmerno majhen notranji prostor, navadno kvadraten in visok; na splošno so bili postavljeni na najvišji točki mesta. Višje stopnje so bile iz blatne opeke, ki ni ohranjena in ni povsem jasno, kako je izgledala. Pozni tempelj Garni iz 1. stoletja našega štetja v popolnoma helenističnem slogu je edini poganski spomenik, ki je v Armeniji ostal v kakršni koli popolni obliki, saj so bili mnogi drugi uničeni ali preurejeni v krščanska bogoslužja pod Tiridatom III. Armenskim. Garni vsebuje lokalne elemente svete numerologije in geometrije. V templju je razmerje med stebri 1/3 (1 je primarno število vesolja in 3 je najsvetejša od vseh števil, saj predstavlja grško-rimsko triado Jupiter, Juno in Minerva). Poleg estetske lepote je obliko Garnija mogoče razumeti kot ponovno potrditev univerzalnih zakonov, ki urejajo človekovo usodo. Koti, število stebrov in dimenzije so bili ustvarjeni s skrbnim očesom; armenski pogani so želeli pomiriti bogove in zaščititi človeštvo pred njihovim gnevom. Ta sveta geometrija je vidna v celotnem templju. Ljudem, ki so ga ustvarili, je bila popolno utelešenje njihovega občevanja z vesoljem. Čeprav so sveto geometrijo večinoma uporabljali v sakralnih stavbah, so nekatere njene vidike prevzele tudi posvetne stavbe.

### Krščanska Armenija
Uvedba krščanstva kot uradne religije Armenije leta 301 je omogočila nov razvoj armenske arhitekture, ki je kljub temu ohranila starejše tradicije. Pravzaprav bi bilo skoraj nemogoče najti religijo, ki bi se vzpela sama, ne da bi si izposodila neke tradicije iz preteklosti. Raziskovanje armenskih cerkva je ključnega pomena za naše razumevanje srednjeveške Armenije. Poleg tega nam armenske cerkve opisujejo splošno pokrajino krščanskega vzhoda v času, ko so bili podatki očividcev izjemno redki. V svojih sporočilih o pristnosti in legitimnosti so cerkve oblikovale in ohranjale javni spomin ter se pogajale med različnimi jezikovnimi, verskimi, političnimi in etničnimi skupinami.
Prve armenske cerkve so bile zgrajene po naročilu svetega Gregorja iz Nise. Pogosto so bile zgrajene čez poganske templje ter so posnemale nekatere vidike armenske predkrščanske arhitekture.

## Obdobja
Klasična in srednjeveška armenska arhitektura je razdeljena na štiri ločena obdobja.

### Obdobje oblikovanja
Prve armenske cerkve so bile zgrajene med 4. in 7. stoletjem, začenši s prehodom Armenije v krščanstvo, do konca arabske invazije na Armenijo. Zgodnje cerkve so bile večinoma preproste bazilike, nekatere pa s stranskimi apsidami. Do 5. stoletja se je tipični kupolasti stožec v središču začel široko uporabljati. Do 7. stoletja so bile zgrajene centralno načrtovane cerkve oblikovali so se bolj zapleteni nišni oporniki in žarkast hripsimski slog. V času arabske invazije je nastala večina tega, kar danes poznamo kot klasično armensko arhitekturo.

### Obdobje Bagratidov
Od 9. do 11. stoletja je armenska arhitektura doživela preporod pod pokroviteljstvom rodbine Bagratidov z veliko gradnjo na območju Vanskega jezera, kar je vključevalo tako tradicionalne sloge kot novosti. V tem času so se razvili ornamentirani armenski hačkarji. V tem času je bilo zgrajenih veliko novih mest in cerkva, vključno z novo prestolnico na Vanskem jezeru in novo stolnico na otoku Akdamar. V času te rodbine je bila dokončana tudi stolnica v Aniju. V tem času so zgradili prve večje samostane, kot sta Haghpat in Haritčavank. To obdobje se je končalo z invazijo Seldžukov.

### Razcvet samostanov
V času rodbine Zakaridov je od 12. do 14. stoletja je bila zgrajena množica samostanov, vključno s samostani Saghmosavank, Ahtala, Amenaprkič, Kečaris in Makarajank. Samostani so bili učni inštituti in v tem času je bilo napisane veliko srednjeveške armenske literature. Invazija Timur Lenka in uničenje Kilikijske Armenije sta končala arhitekturni napredek za nadaljnjih 250 let.

### 17. stoletje
Zadnje veliko obdobje klasične armenske gradnje je bilo pod iranskimi Safavidi, pod katerimi so zgradili številne nove cerkve, običajno na obstoječih svetih krajih, kot so Ečmijadzin, pa tudi v skupnostih diaspore, kot je Nova Julfa.

### 19. stoletje
Armenska arhitektura je doživela ogromno stopnjo razvoja v 19. stoletju, ko so Rusi vstopili v vzhodno Armenijo. V Aleksandropolu in Erevanu, pa tudi na Karsu, ki je danes del Republike Turčije, je bilo zgrajenih več arhitekturnih mojstrovin.
Armenske stavbe tistega časa so bile v glavnem iz bazalta, zato so bile te stavbe v glavnem črne barve.
- Muzej nacionalne arhitekture in mestnega življenja v Dzitoghcjanovi hiši, Gjumri
- Zgodovinsko okrožje Kumajri
- Staro mesto Gjumri

## Sodobnost
Eden najplodnejših arhitektov armenskih arhitekturnih spomenikov v 20. stoletju je bil Baghdasar Arzumanjan. Ta erevanski arhitekt je bil avtor ogromnega števila posvetnih in cerkvenih stavb, skupaj z drugimi projekti. Legendarni arhitekti 20. stoletja so bili Aleksander (in Gevorg) Tamanjan, Rafajel Israjeljan, G. Kochar, E. Tigranjan, Samvel Safarjan, Varazdat Arevšatjan, Mark Grigorjan, Eduard Sarapjan itd. Danes so mojstri armenske arhitekture S. Gurzadjan, S. Kalašjan, L. Hristaforjan, R. Asratjan itd. 

## Opustošenje
Zaradi protiarmenstva so ostanki armenske preteklosti, kot so cerkve, pokopališča in hačkarji, v sosednjih državah opustošeni. V nekaterih primerih, na primer v Turčiji ali Azerbajdžanu, je bilo to posledica nacionalnih kampanj za izkoreninjenje sledi armenskega ljudstva, da bi preprečili morebitne zahteve armenske države.
Največja zbirka na svetu je bila nekdaj najdena na ruševinah stare Juge v Nahičevanu (današnji Azerbajdžan). Konec leta 2005 so se pojavila poročila in fotografije opazovalcev na iranskem ozemlju, ki prikazujejo azerske vojake, ki namerno poskušajo uničiti nagrobnike. Na novejših fotografijah je razvidno, da je bilo celotno pokopališče izbrisano in na tem mestu zgrajen vojaški poligon.

## Armenska arhitektura v diaspori
Burna preteklost Armenije v zadnjem tisočletju je povzročila oblikovanje obsežne armenske diaspore v različnih krajih sveta. Armenske skupnosti, ki želijo ohraniti tradicijo svoje domovine, so vplivale na arhitekturni vernakular armenskih četrti v mestih, kot sta Zamość in Lvov. Ta vpliv je najbolj viden v sakralni arhitekturi cerkva, ki jo je gradila armenska skupnost, kjer so oblikovanje, ki temelji na zgodovinskih znamenitostih, kot so stolnica v Aniju, Zvartnoc in Ečmijadzin, uporabljene kot navdihujoče predloge za gradnjo teh struktur v njihovi novi okolici. Ta tradicija se nadaljuje še danes, ko se je armensko priseljevanje premaknilo s tradicionalnih področij izseljevanja v Evropi in na Bližnjem vzhodu v Ameriko in Avstralijo.
Hačkarji so postali tudi dodatni označevalci armenske identitete in so bili v zadnjem letu postavljeni v mestih, kot so Vroclav, Krakov, Elbląg na Poljskem, Novi Sad v Srbiji, Bejrut v Libanonu, pa tudi v Dearbornu v Michiganu. Mnoge od njih so te lokalne skupnosti postavile tudi kot spomenike v spomin na armenski genocid.

## Galerija
- Primeri sodobne armenske cerkvene arhitekture
- Stolnica sv. Gregorja iz Nise – sv. Elie (Eghishe) (1909) v centru Bejruta, Libanon
- Cerkev svete Trojice (1914) v mestu Fresno, Kalifornija
- Cerkev sv. Gregorja iz Nise (1928) v Kairu, Egipt
- Notranjost cerkve sv. Gregorja iz Nise v Kairu
- Stolnica sv. Matere božje (1940) v Katoličanske velike hiše Kilikije v Anteliasu v Libanonu
- Cerkev sv. Križa (Surb Nšan) v centru Bejruta, Libanon, pridružena Grand Serailu
- Cerkev sv. Matere božje (Sourp Asdvadzadzin) v Armenskem seminarinu Bikfaya, Libanon
- Cerkev sv. Matere božje, Alep
- Zvonik stolnice štirideset mučenikov, Alep, zgrajena leta 1912
- Spominska cerkev na armenski genocid (Der Zor) v Deir ez-Zor, Sirija
- Cerkev sv. Sarkisa (1970) v Teheranu, Iran
- Cerkev sv. Pavla (1979) v Fresno, Kalifornija
- Cerkev sv. Marije, Toronto (1983), Ontario, Kanada
- Cerkev sv. Štefana (1986), Elberon, New Jersey
- Cerkev sv. Gregorja iz Nise (2001), Glendale, Kalifornija
- Cerkev sv. Trojice (2003) po vzoru stolnice v Zvartnocu, okrožje Malatia-Sebastia, Erevan
- Stolnica sv. Gregorja (2005) v Vanadzorju, Armenija
- Samostanski kompleks v Moskvi
- Cerkev sv. Janeza Krstnika ob reki Jordan

## Posvetna arhitektura 20. stoletja
- 20. stoletje
- Erevanska operna hiša, A. Tamanjan (1926–1939)
- Most zmage čez reko Hrazdan
- Stanovanjska stavba z armenskim okrasjem v Erevanu

## 21. stoletje
- COAF SMART center v vasi Debet, provinca Lori
- Mednarodna šola Dilidžan, provinca Tavuš
- Tumo Center v Erevanu